# Lena Meißner
Lena Meißner (* 27. August 1998 in Neubrandenburg) ist eine deutsche Triathletin. Sie ist Deutsche Meisterin über die Triathlon-Sprintdistanz (2016) und Vizeeuropameisterin Triathlon Sprintdistanz (2022).

## Werdegang
Im Juni 2014 wurde sie bei der Triathlon-EM im österreichischen Kitzbühel im Teamsprint mit dem deutschen Team (mit Lasse Lührs, Valentin Wernz und Laura Lindemann) Junioren-Europameister.
Im Juli 2015 wurde Lena Meißner Dritte bei der Triathlon-Europameisterschaft der Juniorinnen und Sechste im September bei der Juniorenweltmeisterschaft.

### Deutsche Meisterin Triathlon-Sprintdistanz 2016
Im Juni 2016 wurde die erst 17-Jährige beim T3 Triathlon in Düsseldorf Deutsche Meisterin auf der Triathlon-Sprintdistanz. Sie gewann in der Klasse U23 und konnte auch die Elite-Klasse für sich entscheiden. Im Juli wurde sie in Nürnberg auch Deutsche Vizemeisterin Triathlon bei den Juniorinnen.
Seit 2016 startet sie im C-Kader der Deutschen Triathlon Union (DTU). und bei der Juniorenweltmeisterschaft in Rotterdam belegte sie im September 2017 den siebten Rang.
2018 wurde sie als eine von acht Athleten in den Perspektivkader (PK) der DTU aufgenommen. und sie startet seit 2018 für den Verein EJOT Team TV Buschhütten. Lena Meißner lebt in Saarbrücken. 2019 wurde sie in Berlin Dritte bei der Deutschen Meisterschaft auf der Triathlon-Sprintdistanz. Im Mai 2021 gewann sie auf der Sprintdistanz das Europacup-Rennen im italienischen Caorle.
Im Mai 2022 wurde Meißner in Polen Vizeeuropameisterin auf der Triathlon-Sprintdistanz. Im April 2024 wurde die 25-Jährige in Spanien Zweite auf der Mitteldistanz bei der Erstaustragung des Ironman 70.3 Valencia.
Lena Meißner wurde im Mai 2025 Zweite im Ironman 70.3 Venice-Jesolo hinter der Norwegerin Solveig Løvseth und zwei Wochen später wurde die 26-Jährige als beste Deutsche Dritte im Ironman 70.3 Pays d'Aix France.

## Sportliche Erfolge
| Datum/Jahr    | Rang | Wettbewerb                                           | Austragungsort | Zeit     | Bemerkung                                                                                 |
| ------------- | ---- | ---------------------------------------------------- | -------------- | -------- | ----------------------------------------------------------------------------------------- |
| 17. Okt. 2024 | 27   | ITU World Championship Series 2024                   | Torremolinos   | 02:01:16 | Grand Final, Weltmeisterschaft                                                            |
| 14. Juli 2024 | 15   | ITU World Championship Series 2024                   | Hamburg        | 00:56:30 |                                                                                           |
| 3. März 2023  | 5    | ITU World Championship Series 2023                   | Abu Dhabi      | 00:58:39 |                                                                                           |
| 26. Nov. 2022 | 3    | ITU World Championship Series 2022                   | Abu Dhabi      | 01:55:59 |                                                                                           |
| 6. Nov. 2022  | 11   | ITU World Championship Series 2022                   | Bermuda        | 02:05:15 |                                                                                           |
| 17. Juni 2022 | 2    | ETU Triathlon European Cup                           | Kitzbühel      | 00:18:18 |                                                                                           |
| 27. Mai 2022  | 2    | ETU Sprint Triathlon European Championships          | Olsztyn        |          | ETU-Vizeeuropameisterin Triathlon Sprintdistanz                                           |
| 15. Mai 2021  | 1    | ETU Triathlon European Cup                           | Caorle         | 00:59:14 |                                                                                           |
| 3. Aug. 2019  | 3    | DTU Deutsche Meisterschaft Triathlon Sprintdistanz   | Berlin         | 01:00:17 | Deutsche Meisterschaft Sprintdistanz                                                      |
| 20. Juli 2018 | 4    | ETU Sprint Distance Triathlon European Championships | Tartu          | 00:59:00 | Europameisterschaft auf der Sprintdistanz                                                 |
| 15. Sep. 2017 | 7    | ITU Triathlon World Championship Junior Women        | Rotterdam      | 01:02:55 | Juniorenweltmeisterschaft                                                                 |
| 23. Juli 2016 | 2    | DTU Deutsche Meisterschaft Triathlon Junioren        | Nürnberg       | 01:02:10 | Deutsche Vizemeisterin hinter Lisa Tertsch                                                |
| 26. Juni 2016 | 1    | DTU Deutsche Meisterschaft Triathlon Sprintdistanz   | Düsseldorf     | 00:58:31 | Deutsche Meisterin auf der Sprintdistanz beim T3 Triathlon                                |
| 28. Mai 2016  | 3    | ETU Triathlon European Championship Junior Women     | Lissabon       | 01:03:14 | Triathlon-Europameisterschaft Junioren (750 m Schwimmen, 20 km Radfahren und 5 km Laufen) |
| 18. Sep. 2015 | 6    | ITU Triathlon World Championship Junior Women        | Chicago        | 00:59:19 | Juniorenweltmeisterschaft                                                                 |
| 11. Juli 2015 | 3    | ETU Triathlon European Championship Junior Women     | Genf           | 01:04:50 |                                                                                           |
| 20. Juni 2014 | 10   | ETU Triathlon European Championship Junior Women     | Kitzbühel      | 01:06:04 | Triathlon-Europameisterschaft Junioren                                                    |

| Datum/Jahr    | Rang | Wettbewerb                     | Austragungsort  | Zeit     | Bemerkung                 |
| ------------- | ---- | ------------------------------ | --------------- | -------- | ------------------------- |
| 6. Juli 2025  | 2    | Ironman 70.3 Jönköping         | Jönköping       | 04:05:33 |                           |
| 25. Mai 2025  | 4    | Ironman 70.3 Kraichgau         | Kraichgau       | 04:23:59 |                           |
| 18. Mai 2025  | 3    | Ironman 70.3 Pays d'Aix France | Aix-en-Provence |          |                           |
| 4. Mai 2025   | 2    | Ironman 70.3 Venice-Jesolo     | Venedig         | 03:59:42 |                           |
| 2. Juni 2024  | 3    | Ironman 70.3 Switzerland       | Rapperswil-Jona | 04:03:16 | verkürzte Distanz         |
| 21. Apr. 2024 | 2    | Ironman 70.3 Valencia          | Valencia        | 04:11:46 | Zweite der Erstaustragung |